# Bulevar (Metropolitano)
La estación Bulevar es una estación del Metropolitano en Lima. Está ubicada en la intersección de la avenida Francisco Bolognesi con la calle Pazos en el distrito de Barranco. En sus alrededores se encuentra el Parque de Barranco.

## Características
Tiene dos plataformas para el embarque y desembarque de pasajeros, la entrada se ubica en el extremo norte de la estación a nivel del cruce peatonal y accesible para personas con movilidad reducida. Cuenta con máquinas y una taquilla para la compra y recarga de tarjetas.

## Servicios
La estación es atendida por los siguientes servicios:
| Servicio troncal | Indicador | Lunes a viernes                       | Sábado                                | Domingo       |
| ---------------- | --------- | ------------------------------------- | ------------------------------------- | ------------- |
| Regular          | Regular C | 05:00 - 23:00                         | 05:00 - 23:00                         | 05:00 - 22:00 |
| Expreso          | Lechucero | 23:30 - 04:00 (solo viernes y sábado) | 23:30 - 04:00 (solo viernes y sábado) | Sin Servicio  |